# Тортколь (Карагандинская область)
Тортко́ль (каз. Төрткөл) — село в Бухар-Жырауском районе Карагандинской области Казахстана, водит в состав Умуткерского сельского округа. 

## География
Населённый пункт расположен в северо-восточной части Бухар-Жырауского района, в 17,2 километрах (по автодороге) к северо-востоку от административного центра сельского округа села Умуткер, в 79 километрах к северо-востоку от районного центра посёлка Ботакара и в 146 километрах к северо-востоку от областного центра города Караганда. Соседние сёла: Умуткер в 12 километрах к юго-западу. Транспортное сообщение осуществляется автомобильной дорогой республиканского значения KАZ20 (Р-27) «Калкаман—Баянаул—Умуткер—Ботакара». Высота центра — 520 метров над уровнем моря.

## Население
| Численность населения | Численность населения | Численность населения | Численность населения |
| 1989                  | 1999                  | 2009                  | 2021                  |
| --------------------- | --------------------- | --------------------- | --------------------- |
| 480                   | ↘355                  | ↘141                  | ↘93                   |